# 24/7〜もう一度〜
「24/7〜もう一度〜」（トゥエンティフォーセブン・もういちど）は、日本の音楽デュオ・WaTのメジャー10作目（通算11作目）のシングル。

## 概要
- 前作「君が僕にKissをした」から約1ヶ月ぶり、解散前最後のシングル。
- 初回限定盤と通常盤の2形態で発売され、初回限定盤には特典としてミュージック・ビデオを収録したDVDが同梱された[1][2]。

## 収録曲
1. 24/7〜もう一度〜
作詞：WaT
作曲：大隅知宇
編曲：十川ともじ
叶わない思いをテーマに制作され、タイトルは「24時間、7日間一緒にいたい」という意味が込められている[2]。
2. 君といられたら
作詞：WaT
作曲：板垣祐介
編曲：星野純一

## 参加ミュージシャン
WaT
- ウエンツ瑛士：Vocal (#1,2)
- 小池徹平：Vocal (#1,2)

Support Musician
- 西川進：Guitar (#1)
- 種子田健：Bass (#1)

## 収録アルバム
- 卒業BEST (#1)